# Château de Lorière
Le château de Lorière est un édifice situé à Val-au-Perche, en France.

## Localisation
Le monument est situé dans le département français de l'Orne, à 1,5 km au nord du bourg de La Rouge, commune intégrée à la commune nouvelle de Val-au-Perche depuis 2016.

## Architecture
Les façades et les toitures du château sont inscrites au titre des monuments historiques depuis le 26 octobre 1990. Le parc est inscrit depuis le 20 novembre 1992.
Le parc a obtenu le label de Jardin remarquable du ministère de la Culture.